# Cacteae
Tribu
Les Cacteae sont une tribu de plantes à fleurs dicotylédones de la famille des Cactaceae. Elle se compose d'espèces qui n'ont pas de feuilles du tout, ou qui ont des tiges qui ressemblent à des feuilles. Certaines ont des épines qui ressemblent à des feuilles, mais la majorité d'entre eux en sont dépourvues.
Pour mémoire, les autres sous-familles de la famille des Cactaceae incluent les Pereskioideae (cactus à feuilles) et les Opuntioideae (cactus en forme de raquettes).
La tribu des Cacteae comprend près de 75 % de toutes les Cactaceae. En conséquence, elle a été sous-divisée en huit sous-tribus :

## Cactanae
Semblables aux Echinocactinae, ces plantes ont des tiges principales globulaires ou cylindriques. Elles ne présentent pas de ramifications, mais parfois des rejets à la base. Sur les sujets d'un certain âge apparaît une protubérance sommitale de structure laineuse appelée céphalium où les fleurs apparaissent. Il n'existe que deux genres dans cette sous-tribu : Discocactus et Melocactus.

## Cactinae
Cette sous-tribu est majeure, car elle contient notamment le genre Mamillaria. Elle se caractérise aussi par la présence de nombreux hybrides.
Les plantes produisent toutes des tiges globulaires (voire cylindriques) avec parfois des ramifications. Les tubercules (protubérances) sont généralement disposées en spirales. Les principaux genres de cette sous-tribu sont Coryphantha, et Mammillaria et demandent parfois 30 ans pour produire une ramification.

## Cereinae
La plupart de ces plantes poussent dressées en forme de colonne. Des branches apparaissent sur les sujets âgés.
Elles ont presque toujours des côtes prononcée avec des aréoles épineuses. Les fleurs apparaissent latéralement sur les tiges, plus ou moins près du somment. Les principaux genres sont Cereus, Cephalocereus, Cleistocactus, Espostoa, et Oreocereus.

## Echinocactinae
Cette sous-tribu est composée d'espèces avec des tiges globulaires, voire cylindriques, avec des cotes prononcées, pouvant parfois atteindre une grande taille. Les genres de cette sous-tribu sont parmi les plus étranges, les plus lents à pousser, et les plus difficiles à cultiver. Les principaux sont Echinocactus, Ferocactus, Gymnocalycium et Parodia.

## Echinocereinae
Les plantes sont fortement épineuses, de croissance lente, de forme globulaire, le regroupement des espèces. Les tiges ont en général des côtes verticales. Il y a 7 genres dans cette sous-tribu, dont Echinocereus, Echinopsis et Lobivia.
Les 3 dernières sous-tribus ne correspondent pas à la vision que l'on a des cactus habituellement, car elles poussent dans des environnements plus humides que les déserts. Elles sont plus ou moins épiphytes. C'est-à-dire qu'elles poussent sur un support tel que le creux de la branche d'un arbre sans le parasiter.

## Epiphyllinae
Ces espèces grandissent dans les forêts tropicales. Elles comprennent de nombreux segments de branches de forme aplaties, presque comme des feuilles. Les racines aériennes ne sont pas des moyens de soutien, mais une façon d'absorber l'humidité. Les genres typiques de cette sous-tribu sont Epiphyllum et Schlumbergera.

## Hylocereinae
Ces plantes présentent souvent des tiges plates segmentées. Elles peuvent s'accrocher aux supports en utilisant des racines aériennes qui poussent à la base des segments. Les tiges sont généralement de section triangulaire. Il n'y a que 9 genres dans cette sous-tribu, les principaux étant Hylocereus et Aporocactus.

## Rhipsalidinae
Ils croissent dans le creux des arbres dans les forêts tropicales et absorbent l'humidité avec leurs racines aériennes. Les tiges développent de nombreuses branches, avec de très petites aréoles sans épines. Les segments sont cylindriques, angulaires ou plats. Les principaux genres sont Rhipsalis et Lepismium.

## Liste des genres
Selon NCBI (11 juin 2013) :
- genre Acharagma
- genre Ancistrocactus
- genre Ariocarpus
- genre Astrophytum
- genre Aztekium
- genre Cochemiea
- genre Coryphantha
- genre Digitostigma
- genre Echinocactus
- genre Echinomastus
- genre Encephalocarpus
- genre Epithelantha
- genre Escobaria
- genre Ferocactus
- genre Geohintonia
- genre Glandulicactus
- genre Leuchtenbergia
- genre Lophophora
- genre Mammillaria
- genre Neolloydia
- genre Obregonia
- genre Ortegocactus
- genre Pediocactus
- genre Pelecyphora
- genre Punotia
- genre Sclerocactus
- genre Stenocactus
- genre Strombocactus
- genre Tephrocactus
- genre Thelocactus
- genre Turbinicarpus